# Cathare (marque)
Pour les articles homonymes, voir Cathare.
Cathare est une marque commerciale appartenant à l'exploitation agricole à responsabilité limitée de Cabriole et apposée sur un fromage fermier au lait cru de chèvre à croûte cendrée fabriqué dans la commune de Saint-Félix de Lauragais dans la Haute-Garonne en France.